# Neapolitanische Krippe

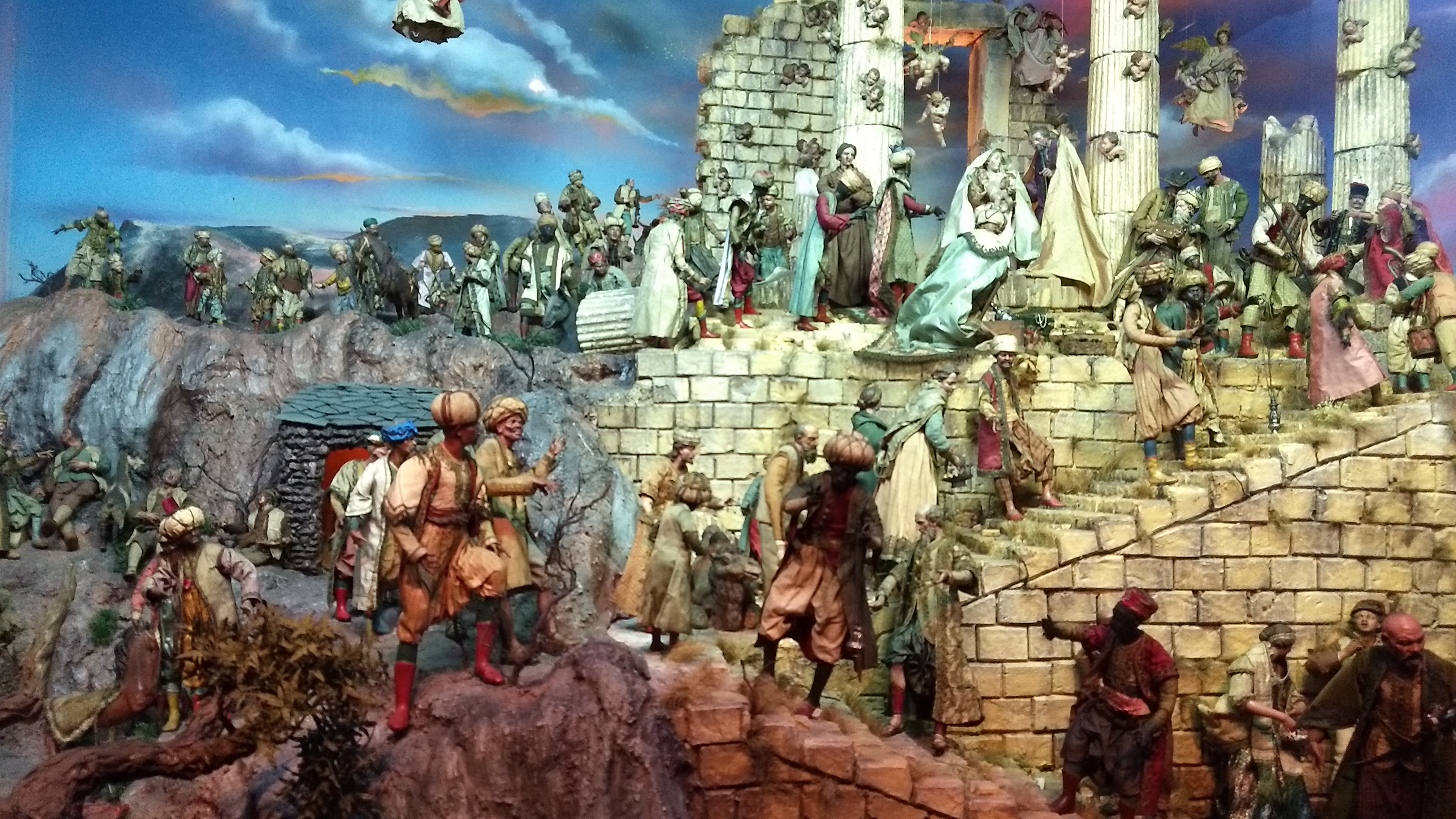
Neapolitanische Krippe im Museu de Arte Sacra de São Paulo

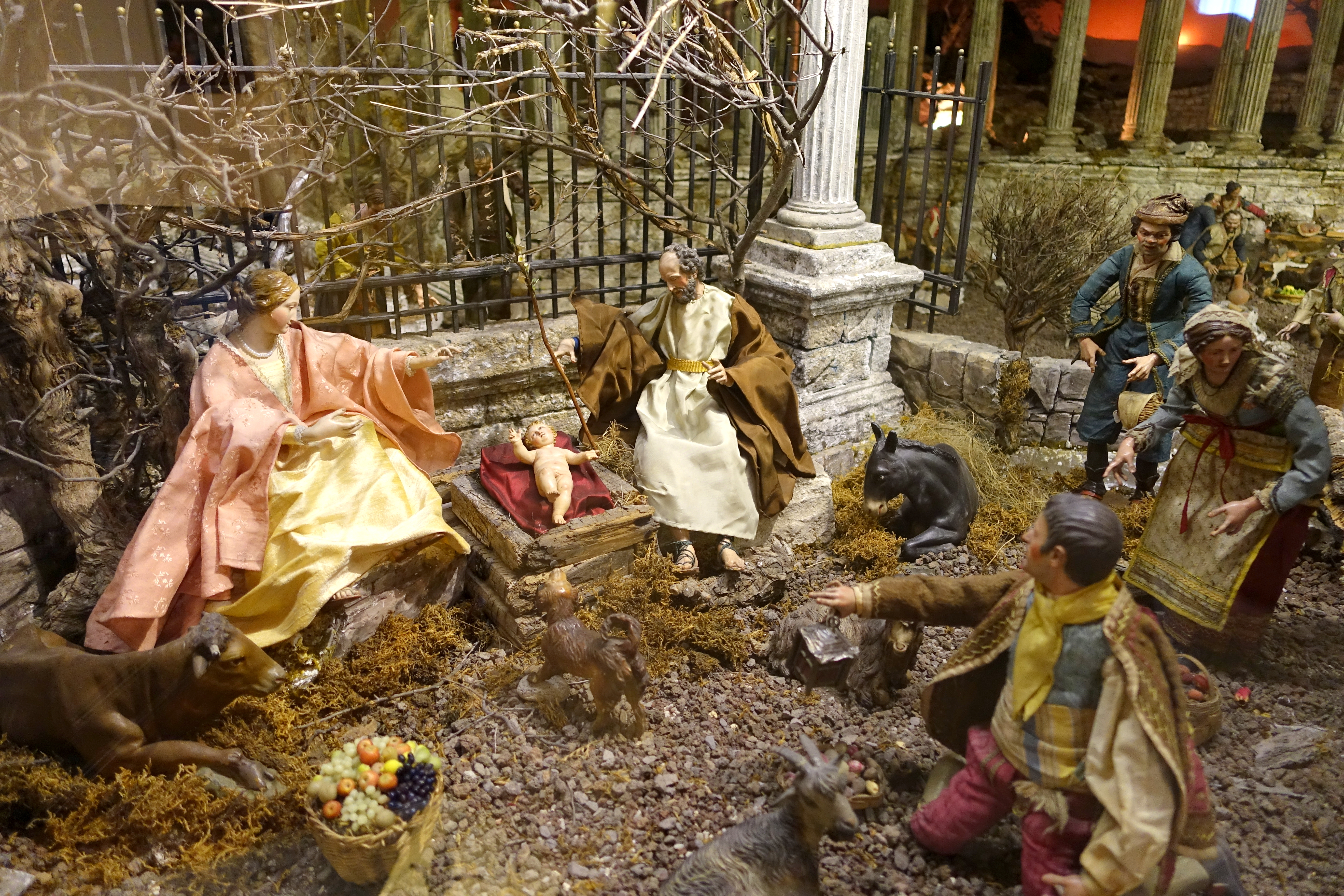
Geburtsszene Christi mitten in der Stadt, die Einwohner kommen herzu

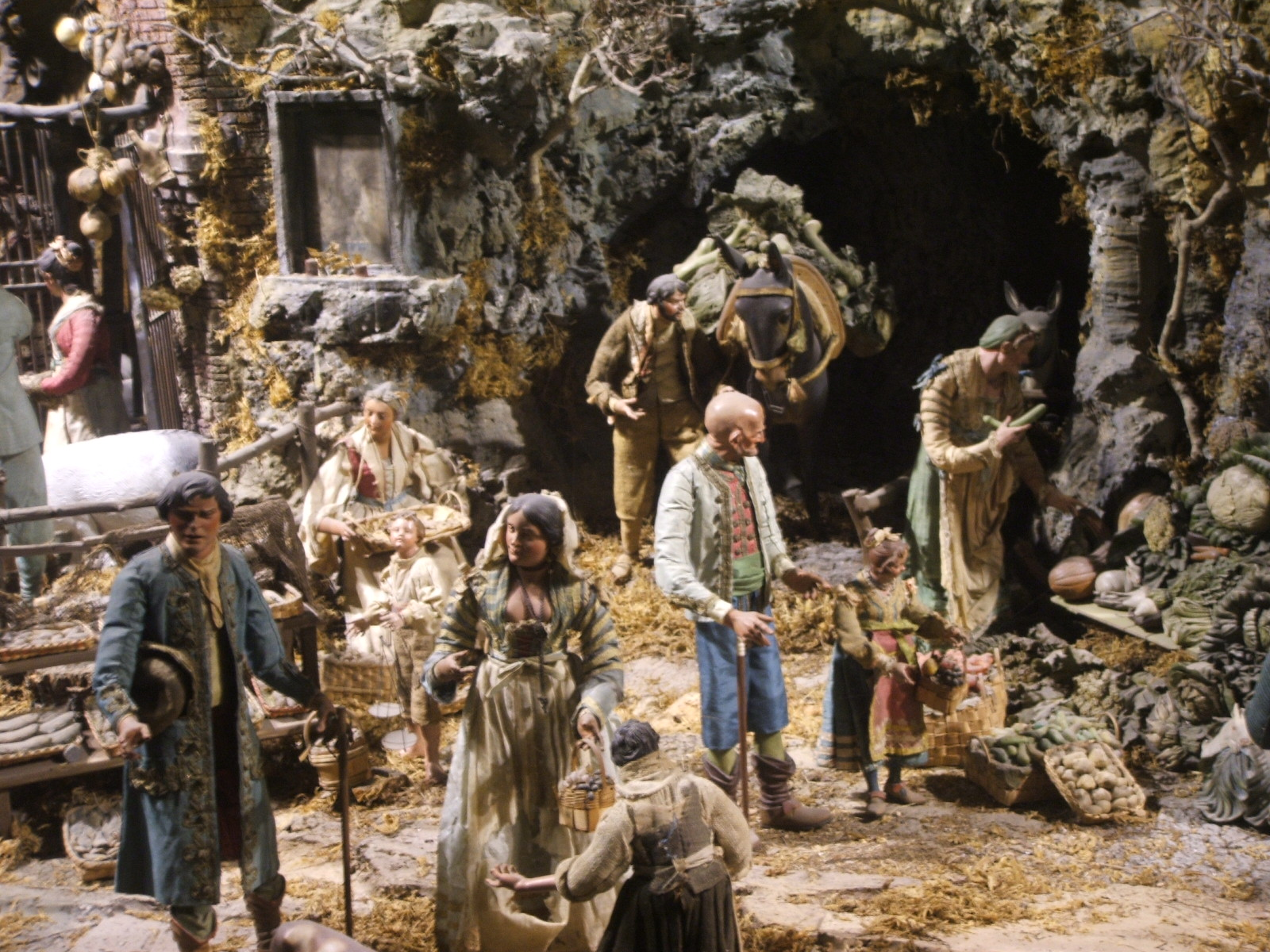
Neapolitanische Krippenszene vor dem Eingang einer Höhle mit Marktfrauen, Huren, u. a. (zweite Hälfte 18. Jh.)

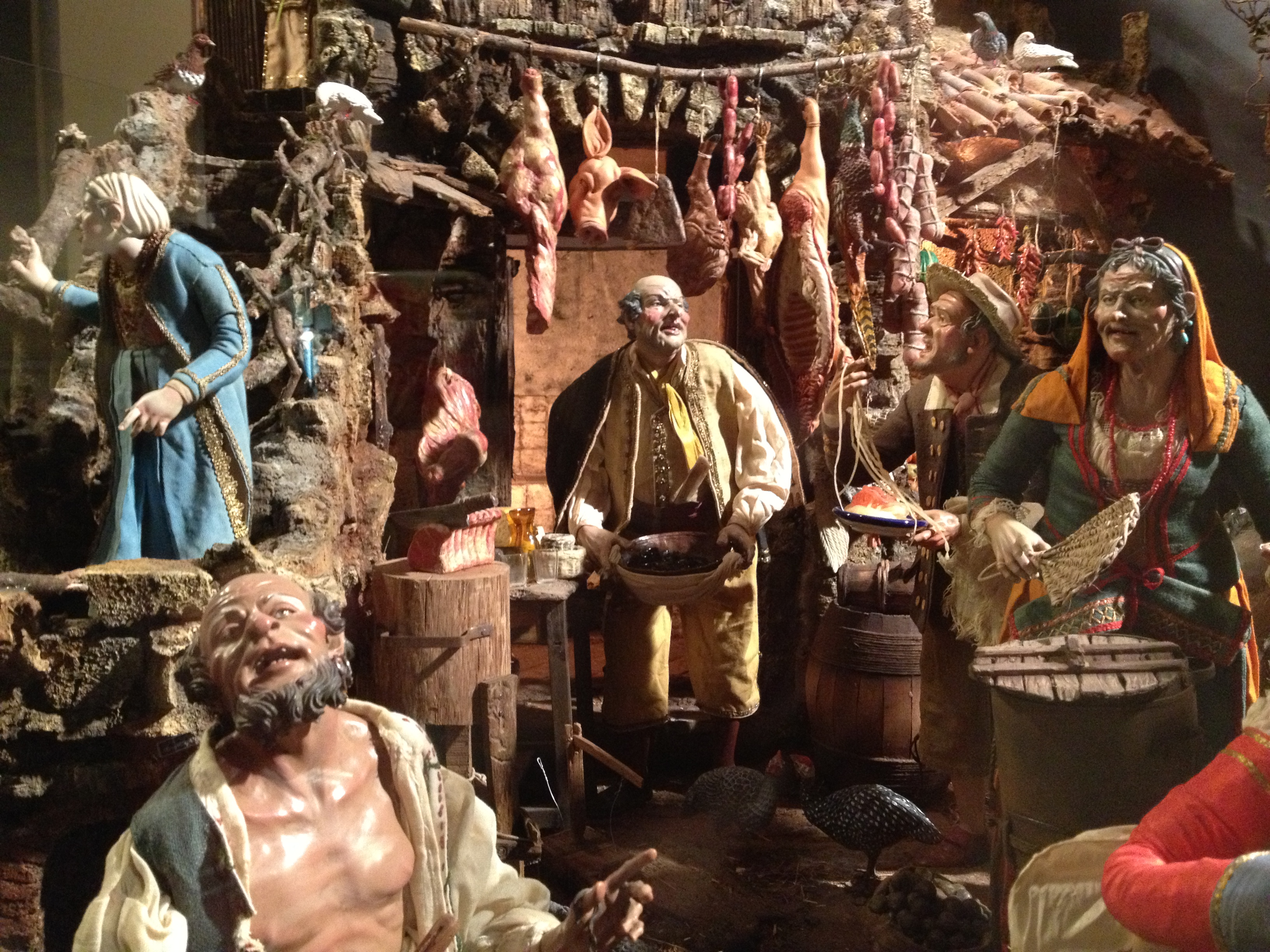
Mit theatralischen Gesten und Mimiken präsentieren die neapolitanischen Krippenfiguren verschiedene Lebensmittel wie Schinken, Spaghetti oder scharrende Perlhühner

Die neapolitanische Krippe (italienisch Il presepe napoletano) ist eine Weihnachtskrippe, deren Aufkommen im Neapel des frühen 15. Jahrhunderts oder früher angesiedelt wird. Sie ist außer mit der Heiligen Familie und den Heiligen Drei Königen typischerweise noch mit sehr vielen Krippenfiguren bestückt, die das normale Leben in Neapel darstellen. Neapolitanische Weihnachtskrippen werden auch heute charakteristisch als verfallene Paläste, Tempel der Antike, Häuser oder Grotten nach alten Vorlagen hergestellt, meist aus Kork, einem leicht zu verarbeitenden Material. Früher waren Holzfiguren teuer und galten als vornehm; das führte zur Herstellung von bekleideten Gliederpuppen aus umwickeltem Drahtgestell mit Köpfen, Händen und Füßen aus geschnitztem Holz oder gebranntem Ton.
Neapel hat andere mediterrane Krippenkunst besonders im Barock geprägt, als nicht mehr nur die Szenen aus den Evangelien, sondern auch der Alltag der Menschen mitdargestellt wurde, und so bereicherten nun auch Bettler, Marktfrauen, Musikanten, Huren, Tiere und was eben das neapolitanische Straßenleben ausmachte, die neapolitanischen Krippen.
Dass Neapel umgeben ist von Höhlen aus Tuffstein, hat sicherlich dazu geführt, dass die neapolitanische Krippenszenerie von Grotten und Höhlen beherrscht wurde. Im Gegensatz dazu sind die Szenen der Weihnachtskrippen jenseits der Alpen in Ställen dargestellt.
Bei einigen neapolitanischen Krippen zieht sich das Ensemble über das Treppenhaus und über verschiedene Stockwerke eines Palastes hin, bevölkert von vielen Figuren, welche sich um die Geburtsszene Christi gruppieren.

## Beschreibung
Neapolitanische Krippen zeigen das stilisierte Volksleben auf den Straßen der Großstadt Neapels. Diese bis heute lebendige Tradition entstand wohl im 15. bis 16. Jahrhundert, wobei eine eigene Hauskrippe sich ursprünglich nur der Adel leisten konnte, denn die geschnitzten und mit kostbaren Textilien ausstaffierten Puppen waren teuer.

### Krippenfiguren

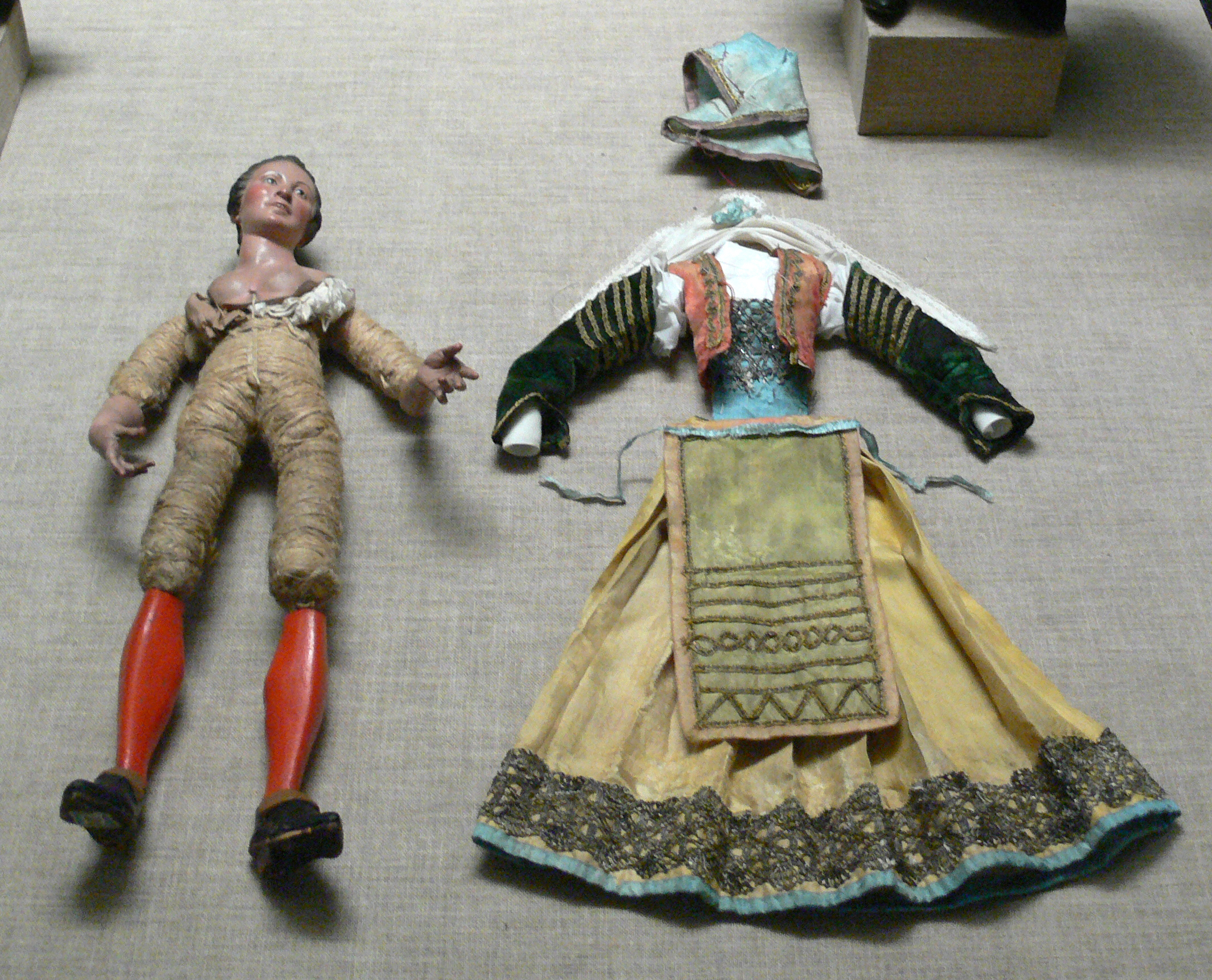
Neapolitanische Krippenfigur, ausgezogen

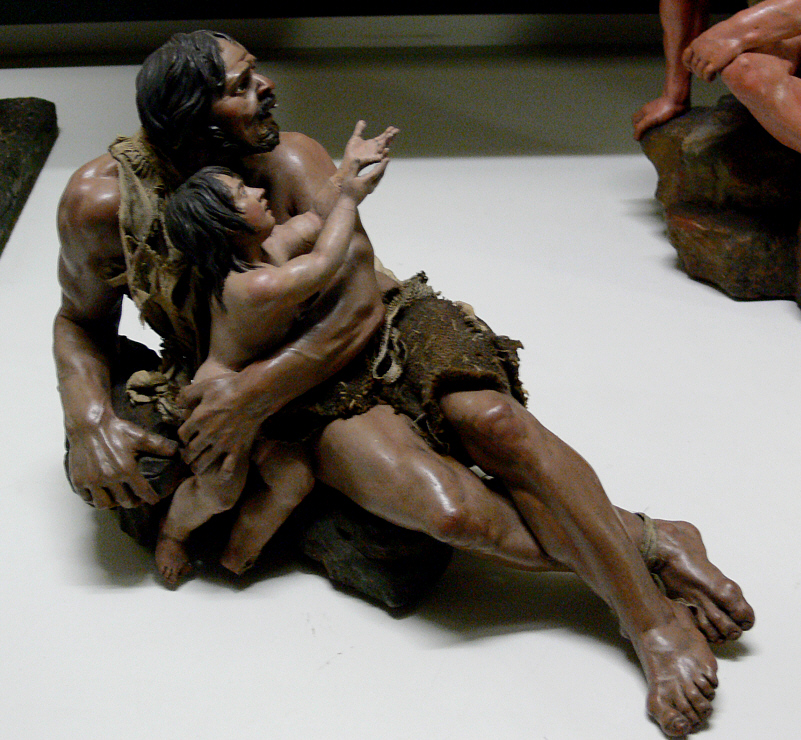
Nackter Bettler mit Kind (2. Hälfte 18. Jahrhundert. Krippensammlung des Bayerischen Nationalmuseums, München)

Ältere neapolitanische Krippen haben Figuren, die ganz aus Holz geschnitzt und bemalt sind; aus dem 16. Jahrhundert sind auch tönerne Figurengruppen erhalten. Die Figuren der aus dem 18. Jahrhundert stammenden Krippen haben bemalte Terrakottaköpfe mit einem Brust- und einem Rückenansatz, um am Rumpf befestigt werden zu können. Hände und Füße schnitzte man von Holz und Augen setzte man von Glas ein. Der Rumpf sowie Arme und Beine einer Figur wurden aus Drähten und zusammengewickeltem Stoff verfertigt und außen mit Werg abgerundet. Die Köpfe sind zwar nicht beweglich, die Figuren erscheinen dennoch natürlicher gegenüber vielen deutschen Arbeiten. An den Neapolitanischen fällt die Körperlichkeit auf, manchmal betont durch fülligere Körperglieder oder Oberkörper, als es die Größe der Figuren oder ihrer Köpfe erfordern würde, was den Eindruck der Lebendigkeit und Wirklichkeit steigert. Die mannigfaltig modellierte Fingerstellung verrät die hochentwickelte Gebärdensprache der Neapolitaner. Ähnlich sind die schwebenden Engel hergestellt; ihre Kleidersäume sind mit Draht ausgesteift, um den Faltenwurf zu fixieren. Kleine Engel sowie nackte oder halbnackte Bettler und Lazzaroni sind ganz aus Terrakotta modelliert. Ebenso sind kleinere Tiere ganz tönern, das Federkleid der Hühner ist besonders detailgetreu. Größere Tiere wie Kamele oder auch Hunde sind aus Holz geschnitzt. Die holzgeschnitzten Krippentiere der Münchner Meister etwa sind gelungener als die vierbeinigen Terrakottatiere aus Neapel, da in Holz eine größere Weichheit der Linien erreicht werden kann.
Deutliche Unterschiede sind zwischen den Köpfen des 18. und denen des 19. Jahrhunderts erkennbar, da die frühen weit natürlicher in ihrer Farbigkeit sind, die jüngeren hingegen helle, kalte Töne zeigen und manchmal an geschminkte Gesichter erinnern. Den so lebendig wirkenden Glasaugen wurden Augenlider aus eingefärbter Kittmasse darübermodelliert. Die geschnitzten Hände wurden mit dem gleichen Teint wie das Gesicht bemalt, und ihre auffällig langen, meist gespreizten Finger betonen ihre theatralischen Gesten. Die Stoffe für die Krippenfiguren wurden eigens gewebt, was sich an den winzigen Mustern, die in den Proportionen exakt zur Größe der Figuren passen, feststellen lässt.
Die Figuren tragen außer Maria und Josef immer die zeitgemäße neapolitanische Volkstracht, die in Schnitt und reichen bunten Stoffen sorgfältig festgehalten ist. Die Details erstrecken sich bis in die Einzelheiten wie etwa mit Seide oder Wolle überzogene Knöpfe oder Schmuck oft aus winzigen echten Steinen und Perlen, wenn es die jeweilige Tracht der Figur erforderte. Zu einer neapolitanischen Krippe gehören auch all die Dinge, die Neapels Markt und Küche bieten und die südländische Behaglichkeit verkörpern, vor allem Lebensmittel.

### Finimenti und Pastori
Eine Spezialität der neapolitanischen Krippen waren die finimenti, wie man die mit großer Genauigkeit der Natur nachgeformten und nachgefärbten Fische, Geflügel, Wildbret, geschlachtete Tiere, Frucht- und Gemüsekörbe, Käse aller Sorten, Platten mit Würsten, Eier, Makkaroni, ferner alles Essgerät, Bestecke und Becher, Krüge, Kessel, Töpfe und Fässer oder auch Musikinstrumente nannte. Das Material war Terrakotta, Holz oder Wachs. Mit „Pastori“ dehnte man den Hirtenbegriff großzügig auf alle anderen Figuren aus, wie Nudelzieher, Maronibrater, Fleischhauer usw., denn als Krippenfigur hatte auch das gemeine Volk Zutritt zu den Palazzi der Reichen. Die Gestalten wurden wie Nebendarsteller der Commedia dell’arte oder der Opera buffa zu erstarrten Theaterszenen gruppiert.

### Grundelemente und Interpretation

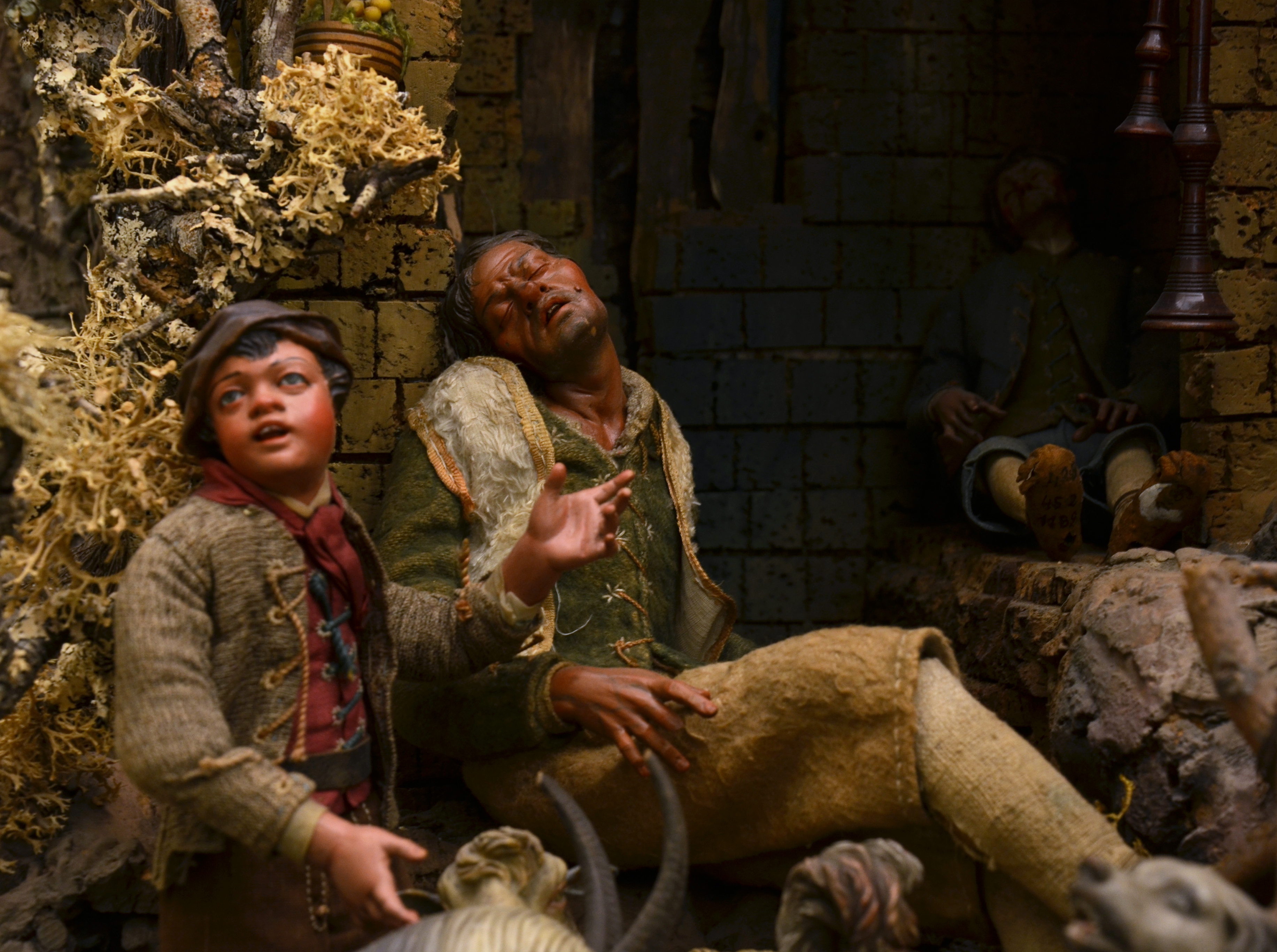
Der schlafende Hirte ist typisch in einer neapolitanischen Krippe

In der Symbolik der neapolitanischen Krippe gibt es 72 grundlegende Elemente, darunter vor allem die drei erzählerischen Bezugsszenen: die Geburt Christi, die Verkündigung der Frohen Botschaft an die Hirten und das Wirtshaus.
Das Singspiel Cantata dei Pastori (geschrieben von dem neapolitanischen Jesuiten Perrucci gegen Ende des 16. Jahrhunderts), dessen Handlung eine Art niedergeschriebene Krippe ist, hilft den Aufbau und die charakteristischen Figuren zu verstehen. Die einzelnen Krippenfiguren beziehungsweise Berufe werden den 12 Monaten zugeordnet: Januar wird durch den Metzger repräsentiert, der Februar durch Ricotta- und Käseverkäufer, März durch Geflügel- und Vogelhändler, Eierverkäufer ist der April. Der Mai wird durch ein Ehepaar dargestellt, das einen Korb mit Kirschen trägt. Ein Bäcker steht für den Juni. Der Juli ist ein Händler für Tomaten, August für Wassermelonen und der September für Feigen. Der Oktober ist ein Jäger, der November ein Maronenbräter und der Dezember ein Fischer oder Fischverkäufer.
Spezielle neapolitanische Krippenfiguren, die gewöhnlich nicht fehlen, sind der schlafende Hirte Benino, dann Ciccibacco, der trunkene Dionysos mit einer Fiasco sowie neben Dudelsackpfeifern ein Waschweib und ein Gastwirt.

## Geschichte
Im Königreich Neapel sind die ältesten Krippen dokumentiert, so aus dem Jahr 1334 eine komplette Krippendarstellung aus Seide im Inventar der Familie Alagni in Amalfi.
Im Jahr 1475 hatte der Toskaner Antonio Rossellino in der reich ausgestatteten Kirche Sant’Anna dei Lombardi zusammen mit Matteo del Pollaiolo eine Art Krippenrelief mit plastisch erscheinenden Figuren (Maria, Josef, Kind, Hirten, Engel) hinterlassen. Sein Werk hat möglicherweise in der lokalen Krippenkultur den Sprung zur Vollplastik, sei sie aus Stein, Ton oder Holz, gefördert.
Im ausgehenden 15. Jahrhundert dürfte der aus Modena stammende Bildhauer Guido Mazzoni in Neapel eine nachhaltige Rolle gespielt haben. Er war ursprünglich Spezialist für Darstellungen der „Beweinung Christi“, die er großfigurig und als expressiv gestaltete, schmerzverzerrte Figurengruppen für einige Kirchen in Neapel geschaffen hat. Der Schritt von der aus lebensgroßen Figuren zusammengesetzten Beweinung zur ähnlich dargestellten Geburtsszene Christi lag nahe – beides spielte im kirchlichen Festtagskalender und im damals aufkommenden Volksschauspiel eine große Rolle.
Zu den frühen neapolitanischen Krippen zählt auch jene des Bergamasker Pietro Belverte in der Cappella del Crocefisso Miracoloso in San Domenico Maggiore von 1509 bis 1511 mit 28 lebensgroßen goldgefassten Figuren, wie es der Mode jener Zeit entsprach.
Die frühesten bekannten Krippen Neapels aus dem späten 16. und dem 17. Jahrhundert waren häufig noch aus Marmor, Holz und Wachs und kaum anders als jene anderer italienischer Landschaften. Erst das frühe 18. Jahrhundert brachte eine Entwicklung, welche die neapolitanischen „pastorelli“ einzigartig in der Geschichte der europäischen Krippenkunst machen.
Als goldenes Zeitalter der neapolitanischen Krippen gilt die Zeit von 1725 bis 1790, als kunstvolle tönerne Charakterköpfe auf bewegliche Gliederpuppen aufgesetzt wurden. Der aus Spanien stammende König Karl VII. sorgte dafür, dass die besten Künstler zur Herstellung aufwendigster Krippenlandschaften mit unzähligen Figuren eingestellt wurden. Es entwickelte sich eine eigene Krippenbranche, die vorgefertigte oder individuell bestellte Teile fertigte. Das Kennzeichen aller italienischen Krippen bildete sich heraus mit der typischen Fülle der einzelnen Dinge aus Welt und Alltag. In den Palästen von Neapel wurden immer größere Krippen aufgestellt, deren perspektivische Landschaftsgestaltung schließlich die zum Himmel und zur freien Natur offenen Dachterrassen erobern. In der zweiten Hälfte des 18. Jahrhunderts wurden neben den Spezialisten auch zahlreiche Kleinplastiker der Porzellanmanufaktur Capodimonte beschäftigt, die mit den beweglichen Terrakottaköpfen und -gliedern einen unerreichten Realismus der Krippenfiguren erzielten, während beispielsweise die bayerische Krippenkunst doch Volkskunst blieb.
Im Neapel des 18. Jahrhunderts wurden große Krippen in Kirchen und königlichen Palästen ausgestellt, wo sie Aufsehen erregten und als spirituelle Hilfe und Touristenattraktionen dienten. Die reichen Familien besuchten sich gegenseitig wegen der Krippen, von denen einzelne bis zu 30.000 Dukaten kosteten.
Eine ununterbrochene Tradition bis 1840 war, dass Adelshäuser in Neapel in der Weihnachtszeit der ärmeren Bevölkerung den Zutritt zu ihren prachtvoll mit überzähligem Krippenzubehör (Finimenti) ausgestatteten Krippen gewährten.
Eine bis heute erhaltene neapolitanische Tradition begann, als man am 8. Dezember, dem Fest Mariä Empfängnis, in den Palazzi wie in den Bassi, den berüchtigt engen Erdgeschosszimmern der Armen im Spanischen Viertel, die Weihnachtskrippen aufbaute, wobei das Jesuskind („Santo Bambino“) erst in der Nacht auf den 25. Dezember in die Krippe gelegt wurde.

## Rezeption
Goethe berichtete von seiner Italienreise über die neapolitanischen Krippen: „Diese Darstellung ist in dem heiteren Neapel bis auf die flachen Hausdächer gestiegen; dort wird ein leichtes, hüttenartiges Gerüste erbaut, mit immergrünen Bäumen und Sträuchen aufgeschmückt.“ Die Familien ließen sich die aufwendigen Garderoben der Krippenfiguren große Summen kosten, doch am meisten war Goethe von dem Hintergrund beeindruckt, den der Vesuv abgab.
Friederike Brun verglich 1818 die römischen und die neapolitanischen Krippen. Erstere nannte sie melancholisch öde, still gehalten, von grandioser Idealität, letztere von Leben und Freude überströmend. In Rom sei das Hauptmotiv die Landschaft, in Neapel wimmele die ganze Felsen- und Grottendekoration von Figuren. In Rom sei bloß der Moment nach der Geburt dargestellt, in Neapel sei es eine Folge dramatischer Vorstellungen, die sich in lebendig bunten Szenen durch den ganzen Stock eines Hauses erstrecke und oft zur zu diesem Zweck durchbrochenen Hausmauer hinausdehne.
Auch August Kopisch beschrieb 1829 in seinem Aufsatz Die Präsepien oder Weihnachtskrippen in Neapel deren Aufbau detailgenau.
Chicago beherbergt im Art Institute eine Sammlung von neapolitanischen Krippen. Die Hunderte von Figuren, die sich in Größe und Stil unterscheiden, wurden von neapolitanischen Künstlern des 17. bis 18. Jahrhunderts angefertigt. Einige waren renommierte Bildhauer und Maler, andere Handwerker, Nonnen und Textilhersteller. Die Krippen wurden sowohl für Private als auch für die Öffentlichkeit in großen und kleinen Maßstäben hergestellt. Die Eigentümer hatten Figuren und szenische Elemente gesammelt und dem Geschmack der Zeit angepasst.
Ein besonderer Anziehungspunkt für Krippenliebhaber aus aller Welt ist die Via San Gregorio Armeno in Neapel, wo zunehmend auch profaner Kitsch angeboten wird, etwa Figuren von Politikern oder Sportgrößen wie Diego Maradona, dem unvergessenen Star des SSC Neapel. Qualitätsvolle oder gar historische Krippenfiguren sind hier nicht zu finden.